# Jean-Marie Maurouard
Jean-Marie Maurouard est un officier de Marine français, aide-timonier à bord du Géographe au départ de l'expédition Baudin.

## Éléments biographiques
Jean Marie Toussaint Maurouard, né à Caen le 1er novembre 1772, est baptisé le même jour en l'église Saint-Gilles de Caen ; il est le fils de Pierre, domestique, absent, et d'Anne Marie Thérèse Pley.
Cette date de naissance est reprise sur sa fiche matricule d'élève de l'École polytechnique,. Hachette précise que Maurouard fait partie de la promotion du 17 germinal an IV (6 avril 1796) mais Fourcy le range dans la promotion 1795 (An IV). Maurouard est ainsi âgé de quelque vingt-trois ans passés lors de son admission, ce qui ne manque pas de surprendre par comparaison avec les âges de ses condisciples.
La fiche matricule apporte les précisions suivantes : « nommé le 16 ventôse an V (6 mars 1797) pour passer à l'École des aérostiers en conséquence d'un arrêté du Directoire du 13 ventôse. A quitté l'École le 1er germinal an V (21 mars 1797) puis [est] passé dans les ingénieurs géographes le 16 ventôse an V (6 mars 1797) ». L’École nationale aérostatique est alors une annexe de l'École des géographes, créée par la loi du 30 vendémiaire an IV (22 octobre 1795) et l'arrêté du 10 thermidor an IV (28 juillet 1796) ; cette dernière a ouvert ses portes au printemps 1797, dans le bureau du cadastre, et est dirigée par Prony.
L'arrêté du Directoire du 13 ventôse an V (3 mars 1797) a appelé douze polytechniciens à l'éphémère École Aérostatique de Meudon créée par décret du 10 brumaire an III (31 octobre 1794). Parmi eux Maurouard retrouve en particulier Faure mais aussi Boullanger ; tous trois sont ensuite nommés dans le corps des ingénieurs géographes. Tous trois entendent parler d'une expédition qui se prépare pour un voyage de découvertes aux terres australes et font acte de candidature. Les places dans cette expédition sont extrêmement recherchées ; certains font même intervenir leurs familles auprès du Premier consul.
Prony, nommé le 29 brumaire an IV (20 novembre 1795) dès l'origine membre de l'Institut national et à l'époque secrétaire de l'Académie des sciences, n'y est sans doute pas étranger. L'expédition est en effet soigneusement préparée et l’Institut, récemment créé en 1795 pour remplacer les anciennes académies supprimées par la Convention, joue un rôle déterminant en créant à cet effet une commission comprenant la fine fleur des savants de l’époque : Lacépède, Jussieu, Laplace, Cuvier, Bougainville, Fleurieu, Bernardin de Saint-Pierre, et quelques autres moins célèbres. C’est la première fois, dans l’histoire des voyages de découvertes, qu’est mis à contribution un tel nombre de sommités scientifiques, chargées de préparer les instructions qui seraient données au chef de l’expédition.
Le minéralogiste Lelièvre, comme Prony membre de l'Institut et du premier Conseil de perfectionnement de l’École polytechnique, a la responsabilité de sélectionner les deux géographes de haut niveau de l'expédition, ; il retient d'abord les noms de Boullanger et Caunes,,, puis Faure remplace son camarade de promotion Caunes qui renonce. Les espoirs de Maurouard sont douchés, la déception sans doute immense pour lui faire accepter d'être retenu au départ de l’expédition dans la liste des aides-timoniers, ce qui ne correspond pas vraiment au corps d'ingénieur qu'il a demandé ni aux études qu'il a faites, mais lui permet sûrement de tenir coûte que coûte "le" voyage du siècle qui commence, après l'expédition d'Égypte du siècle qui s'achève, et pour lequel le premier consul a donné son aval.
Comme Moreau, Maurouard entame une nouvelle carrière, celle d'officier de Marine ; il part du Havre le 27 vendémiaire an IX (19 octobre 1800) à bord du Géographe où il retrouve Boullanger. Baudin, qui commande l'expédition et a reçu pouvoir du gouvernement, le nomme le 28 vendémiaire an X (20 octobre 1801), à Timor dans la baie de Kupang,, aspirant de 1re classe provisoire en même temps que Moreau, embarqué à bord du Naturaliste, est fait, le même jour et pareillement provisoirement, enseigne de vaisseau. C’est par une belle lettre que Baudin lui a fait part de cette promotion « comme une récompense justement méritée par la manière dont vous avez su remplir vos devoirs et vous rendre utile à bord depuis le commencement de la campagne jusqu’à ce jour », et Baudin termine en se disant certain que Maurouard obtiendra par la suite « un avancement auquel les dispositions que vous annoncez vous donne(nt) lieu de prétendre ».
On trouve ensuite la nomination de Maurouard comme enseigne de vaisseau, le 3 brumaire an XII (26 octobre 1803), dès le retour le 7 juin 1803 au Havre du Naturaliste, où Maurouard est passé le 3 novembre 1802 au port Jackson, après que Baudin a décidé de le renvoyer en France pour le remplacer par le Casuarina. Cinq ans plus tard, le 12 juillet 1818, Maurouard est promu lieutenant de vaisseau, grade qu'il conserve jusqu'à sa retraite après 19 ans, 19 mois et 19 jours de service (loi du 11 fructidor an XI (29 août 1803)). Il a entre-temps « administrativement » rajeuni de vingt ans puisque son dossier de pension le fait naître à Caen le 1er novembre 1792, trois ans avant son entrée à Polytechnique !
Les Archives de France conservent deux journaux qu’il a rédigés pendant cette expédition, d’une dizaine de pages chacun, un « journal hydrographique » reprenant des relevés de côtes australiennes entre le 2 juillet 1801 et le 13 mars 1802 et qui témoignent de l’assistance qu’il a apportée, notamment à Boullanger et un « journal historique » relatif à la période du 3 novembre 1802 au 27 janvier 1803. On en trouve la reproduction partielle et la transcription totale sur des sites officiels australiens consacrés à l’analyse détaillée de la « Baudin legacy » et réalisés à l’occasion du bicentenaire de l’expédition Baudin. À son retour d'Australie, Maurouard enrichit le cabinet d'histoire naturelle de l'École polytechnique d'une résine particulière qu'il a rapportée de son voyage.

## Cartographie
Sur les cartes de l'Australie, Maurouard a laissé son nom :
- au cap Maurouard[31],[32],[a 3], sur la côte orientale de l'île Maria[33],[34],[a 4], une île montagneuse située dans la mer de Tasman au large de la côte est de la Tasmanie ;
- à l'Île Maurouard[35],[36], aujourd'hui Île St-Helens (en)[a 5], sur la côte orientale de la Tasmanie, au sud du cap St Helens[a 6]